# 細川町金屋
細川町金屋（ほそかわちょうかなや）は、兵庫県三木市にある大字。旧・美嚢郡細川村大字金屋。郵便番号は673-0711。

## 地理
- 細川地区の中央部に位置しており、農村地帯である。以前は鍛冶職人が住んでいた。元々は「金谷」と呼ばれていた。由来は「金」は鍛冶職人、「屋」は集まるの意味である。[4]東側は細川町桃津・西側と南側は細川町豊地・北側は細川町高篠と接する。

## 歴史
- 1954年6月1日 - 三木市編入に伴い、三木市細川町金屋になる。

### 字域の変遷
| 実施前               | 実施年       | 実施後           |
| -------------------- | ------------ | ---------------- |
| 美嚢郡細川村大字金屋 | 1954年6月1日 | 三木市細川町金屋 |

## 世帯数と人口
2022年（令和4年）2月28日現在の世帯数と人口は以下の通りである。
| 町丁       | 世帯数 | 人口 |
| ---------- | ------ | ---- |
| 細川町金屋 | 39世帯 | 84人 |

## 小・中学校の学区
市立小・中学校に通う場合、学区は以下の通りとなる。
| 番地 | 小学校             | 中学校             |
| ---- | ------------------ | ------------------ |
| 全域 | 三木市立豊地小学校 | 三木市立星陽中学校 |

## 施設
- 金屋公民館
- センチュリー吉川ゴルフクラブ
- ローソン三木細川町金屋店

## 交通

### 鉄道
地内には鉄道は走っていない。

### バス
- 神姫バス
- みっきぃバス

### 道路
- 兵庫県道20号加古川三田線（兵庫県道85号神戸加東線と重複する。）